# Lygosominae
Lygosominae Mittleman, 1952 è una sottofamiglia di sauri della famiglia Scincidae.

## Tassonomia
La sottofamiglia comprende i seguenti generi:
- Haackgreerius Lanza, 1983 (1 specie)
- Lamprolepis Fitzinger, 1843 (3 spp.)
- Lepidothyris Cope, 1892 (3 spp.)
- Lygosoma Hardwicke & Gray, 1827 (31 spp.)
- Mochlus Günther, 1864 (15 spp.)